# Lijst van beschermd erfgoed in Hélécine
Onderstaande tabel geeft een overzicht van de beschermde erfgoederen in de gemeente Hélécine. Het beschermd erfgoed maakt deel uit van het cultureel erfgoed in België.
| Object | Bouwjaar/architect | Deelgemeente  | Adres | Coördinaten                   | Nummer?                | Afbeelding |
| --- | ------------------ | ------------- | ----- | ----------------------------- | ---------------------- | --- |
| Kerk Saint-Sulpice |                    |               |       | 50° 45' 17" NB, 4° 59' 13" OL | 25118-CLT-0001-01 Info | Kerk Saint-Sulpice                                                                                            |
| Abdij van Heylissem, met gevels en dak van het kasteel en twee paviljoens aan weerszijden van de binnenplaats |                    |               |       | 50° 44' 47" NB, 4° 58' 45" OL | 25118-CLT-0002-01 Info | Abdij van Heylissem, met gevels en dak van het kasteel en twee paviljoens aan weerszijden van de binnenplaats |
| Abdij van Heylissem: de koepelzaal van de oude kerk, de hal, achter- en zijgevels van het kasteel, de grote eetzaal van het kasteel, de gracht en entreepilaren, het hof van edelachtbaren, gebouwen in gebruik als paardenstallen, de ijskelder en metselwerk van graf |                    |               |       | 50° 44' 48" NB, 4° 58' 44" OL | 25118-CLT-0003-01 Info | |
| Kapel Notre-Dame de la Colombe en omgeving |                    | Linsmeau      |       | 50° 44' 0" NB, 5° 0' 12" OL   | 25118-CLT-0004-01 Info | Kapel Notre-Dame de la Colombe en omgeving                                                                    |
| Holle weg "Longa" |                    | Neerheylissem |       | 50° 46' 10" NB, 4° 58' 54" OL | 25118-CLT-0005-01 Info | Holle weg "Longa"                                                                                             |
| Muur langs de oude abdij van Heylissem |                    |               |       | 50° 44' 50" NB, 4° 58' 37" OL | 25118-CLT-0006-01 Info | |